# 高村忠成
高村 忠成 Tadashige Takamura 　（1943年1月19日～）は日本の政治学者。
近代フランス政治史、国際政治史専攻。とくに、19世紀のフランス政治史を中心に、第二帝政、ボナパルティズム、国際関係史研究、平和問題に取り組んでいる。

## 略歴
東京都中央区日本橋生まれ。
1971年早稲田大学大学院政治学研究科修士課程修了。同年創価大学開学と同時に法学部助手。
1984年同大学法学部教授。1990年同大学平和問題研究所所長就任。

## 著書
- 『ナポレオン入門―1世の栄光と3世の挑戦』レグルス文庫(2008/2/1)
- 『ナポレオン3世とフランス第二帝政』北樹出版(2004/10/1)
- 『近代フランス政治史』北樹出版(2003/4/1)
- 『国際政治論』北樹出版(1998/4/1)
- 『政治学概論』（共著）
- 『政治学』
- 『仏法と健康・豊かさを考える (創価学会学術部セミナー集)』高村 忠成(編集)　第三文明社(1995/6/1)
- 『生命の不可思議を考える(創価学会学術部・ドクター部セミナー集)』森田 修平(編集), 高村 忠成(編集)  第三文明社 (1994/6/1)
- 『平和の創造と宗教 ― 仏教を現代に問う』  第三文明社 (1986/11/1)
- 『安全保障の新たなビジョン―日本の防衛・外交・依存』 J.W.M.チャップマン(共著)潮出版社(1984/8/1)

《訳書》
- 『愛の力 ― 人類精神の啓発を求めて』ミシェル バロワン (著)潮出版社 (1989/5/1)
- 『ヒロシマ・ベトナム・核 ― 戦後アメリカ外交は成功したか?』ジョン・D. モンゴメリー (著)  第三文明社 (1986/10/1)